# Terents
Publius Terentius Afer eller (på dansk) Terents (født ca. 195 f.Kr. i Karthago; død 159-8 f.Kr.) var en romersk komediedigter.
Tilnavnet Afer (= "afrikaneren") hentyder til hans oprindelse. Han kom til Rom som slave, men blev frigivet af sin herre, senator Terentius Lucanus.
Ved siden af Plautus er Terents den vigtigste romerske komediedigter. Han er mindre djærv, og hans komedier er kendetegnet ved et plejet sprog og en raffineret komik. Terents fremstiller det borgerlige hverdagsliv med dets ægteskabelige stridigheder, kærlighedseventyr og uvorne sønner. Forbilledet var den græske Nye Komedie, ikke mindst Menander.

## Værker
Alle hans komedier er bevarede og oversat til dansk:
- Adelphoe eller Brødrene (160 f.Kr.). Oversættelser: Otto Steen Due (1986), Frederik Høegh-Guldberg (1885)
- Andria eller Pigen fra Andros (166 f.Kr.). Oversættelser: Thor Lange (1912), Frederik Høegh-Guldberg (1885)
- Eunuchus eller Eunukken (161 f.Kr.). Oversættelser: Otto Steen Due (1982), Frederik Høegh-Guldberg (1885)
- Heauton Timorumenos eller Selvplageren (163 f.Kr.). Oversættelser: Otto Steen Due (1985), Frederik Høegh-Guldberg (1885)
- Hecyra eller Svigermoderen (160 f.Kr.). Oversættelse: Frederik Høegh-Guldberg (1885)
- Phormio (161 f.Kr.). Oversættelser: Otto Steen Due (1984), Frederik Høegh-Guldberg (1885)

Pigen fra Andros - hun hedder Glycerium - blev forladt som lille, og i stedet opfostret af en prostitueret. Den unge mand Pamphilus forelsker sig i hende, skønt han er forlovet med Philumena, datter af Chremes, der i vrede aflyser sin datters bryllup. Efter en serie forviklinger afsløres det, at Glycerium i virkeligheden er Chremes’ datter, og altså halvsøster til Pamphilus' tidligere forlovede. Glycerium har dermed fundet sin far, og det bliver alligevel til et bryllup; det er bare en anden datter, Chremes nu gifter bort til Pamphilus.
Eunukken slår os som fyldt af ydre begivenheder, men uden dybde og troværdighed: En sjov historie udløst af en brutal voldtægt, der ud fra handlingen fremstår som noget så utroværdigt som et gode, idet gerningsmanden får sit kønne offer til kone, hvorefter de to indleder et lykkeligt samliv. I prologen forklarer Terents, at han har skrevet af efter Menanders stykke af samme navn. Det var denne omgang plagiat af Menanders nu tabte tekst, der gjorde Terents til en stor forfatter i sin samtids øjne. Imidlertid har han indført to personer, der ikke findes i Menanders stykke. Det beder Terents om undskyldning for, men forsikrer, at de i hvert fald er hentet fra et andet Menander-stykke, så han kan i hvert fald ikke beskyldes for selv at have fundet på dem.

## Kendte citater af Terents
Proxumus sum egomet mihi (Jeg er mig selv nærmest).
Homo sum, humani nihil a me alienum puto (Jeg er et menneske, intet menneskeligt er mig fremmed) fra Selvplageren.

## Eftermæle
Terents virker ret moderne på den måde, at hans persongalleri befinder sig i sin fiktive verden og ikke henvender sig direkte til publikum. Et stort antal overleverede manuskripter fra senantikken og middelalderen indeholdende Terents’ tekster viser, at han blev meget brugt i undervisningen. I 900-tallet bearbejdede den tyske benediktinernonne Roswitha fra Gandersheim (født omkring 935)  hans stykker for et kristent publikum. I tidlig moderne tid blev han pensum i latinskolerne. Hans komedier var en nyttig indfaldsport til latin, da de indeholder dialoger med dagligtale og hverdagens ordforråd. Dertil kom stykkernes gode moral.